# Poul Madsen (journalist)
 Der er flere personer med dette navn, se Poul Madsen.
 Der er for få eller ingen kildehenvisninger i denne artikel, hvilket er et problem. Du kan hjælpe ved at angive troværdige kilder til de påstande, som fremføres i artiklen.

Poul Seitz-Madsen (født 31. marts 1962) er en dansk journalist og var chefredaktør på Ekstra Bladet i perioden 2007 - 2021.
Poul Madsen er født og opvokset nær landsbyen Bovlund ved Toftlund i Sønderjylland. Som 13-årig flyttede han med familien til Esbjerg, hvor han tilbragte sin ungdom, til han i 1984 blev optaget på Danmarks Journalisthøjskole i Aarhus, hvorfra han blev uddannet i 1988. Madsen var desuden German Marshall Fellow i USA 1996.

## Karriere
Umiddelbart efter endt uddannelse fik Madsen job som reporter på TV 2 – samme år, som stationen begyndte, nemlig 1988. I 1996 udnævntes han til redaktionschef på hovedredaktionen i Odense. I 1999 blev han chef for TV 2 Nyhedernes Københavns-redaktion, indtil han i 2001 fik posten som journalistisk chefredaktør på Ekstra Bladet, hvor han havde særligt ansvar for udvikling og undersøgende journalistik.
I foråret 2006 besluttede JP/Politikens Hus, der også udgiver Ekstra Bladet, at tage konkurrencen op mod den nye islandske gratisavis Nyhedsavisen. Derfor lancerede man i august 2006 gratisavisen 24timer. Poul Madsen blev tilbudt chefredaktørposten på avisen og tog imod tilbuddet om at sætte sig i chefstolen på den nye avis.
6. september 2007 efterfulgte han Hans Engell på posten som chefredaktør på Ekstra Bladet. I marts 2021 stoppede Poul Madsen med at være chefredaktør.
Poul Madsen har ved flere lejligheder argumenteret for at integration er et fælles ansvar. I 2018 var han sammen med Özlem Cekic på en tur rundt i landet, for debattere integration. Ved folketingsvalget 2019 arrangerede Poul Madsen, Özlem Cekic og iman Naveed Baig en ramadanmiddag, hvor Poul Madsen talte om at der havde været for mange stemmer, som ville splitte danskerne.